# Литовско-фиджийские отношения
Литовско-фиджийские отношения — двусторонние международные отношения между Литвой и Фиджи. Обе страны являются членами ООН.

## История
Литва и Фиджи установили дипломатические отношения 24 января 2014 года, после того как Постоянный представитель Литвы при Организации Объединённых Наций посол Раймонда Мурмокайте и Постоянный представитель Фиджи при Организации Объединённых Наций посол Питер Томсон подписали совместное коммюнике об установлении дипломатических отношений между Литовской Республикой и Республикой Фиджи в Нью-Йорке. Республика Фиджи стала 176-й страной, с которой Литва установила дипломатические отношения, и девятой страной Тихоокеанского региона после Австралии, Новой Зеландии, Самоа, Науру, Соломоновых Островов, Федеративных Штатов Микронезии и Кирибати, с которыми Литва установила дипломатические отношения.
В 2016 году МИД Литвы выделил 10 тысяч евро на оказание гуманитарной помощи жертвам тропического циклона «Уинстон» на Фиджи, передав средства Отделу ООН по вопросам гендерного равенства и расширения прав и возможностей женщин.
С 2017 года Литва включена в список стран, которым не требуется виза при полете на Фиджи.

## Экономическое сотрудничество
В 2018 году товарооборот между Литвой и Фиджи составил 140,9 тыс. евро. Продукты с Фиджи не импортировались.